# 沈仲玉
沈仲玉，吴兴郡武康县（今浙江省德清县西）人，南北朝刘宋官员，沈穆夫幼子沈虔子的儿子，沈伯玉的弟弟。
宋明帝泰始末年，沈仲玉为宁朔长史、蜀郡太守。益州刺史刘亮去世，沈仲玉行府州事。巴西郡李承明作乱，沈仲玉派遣司马王天生前去讨平。宋后废帝下诏以沈仲玉为安成王抚军中兵参军，加建威将军。沈攸之请任命他为征西谘议，沈仲玉没有就任，去世。